# Torbda sauteri
Torbda sauteri är en stekelart som beskrevs av Tohru Uchida 1932. Torbda sauteri ingår i släktet Torbda och familjen brokparasitsteklar. Inga underarter finns listade i Catalogue of Life.